# Unione Sportiva Pergocrema 1983-1984
Questa pagina raccoglie le informazioni riguardanti l'Unione Sportiva Pergocrema nelle competizioni ufficiali della stagione 1983-1984.

## Rosa
| N. |                   | Ruolo | Calciatore           |
| -- | ----------------- | ----- | -------------------- |
|    | Italia (bandiera) |       | Bettinelli           |
|    | Italia (bandiera) | P     | Pierantonio Bosaglia |
|    | Italia (bandiera) | C     | Marino Bracchi       |
|    | Italia (bandiera) | C     | Ezio Corbetta        |
|    | Italia (bandiera) | D     | Franco Cornaro       |
|    | Italia (bandiera) | C     | Domenico Cuconato    |
|    | Italia (bandiera) | A     | Patrizio Di Stefano  |
|    | Italia (bandiera) | C     | Marino Fava          |
|    | Italia (bandiera) | C     | Nicola Ferrari       |
|    | Italia (bandiera) | P     | Gaddo Folcini        |
|    | Italia (bandiera) | C     | Giuseppe Gardoni     |

| N. |                   | Ruolo | Calciatore          |
| -- | ----------------- | ----- | ------------------- |
|    | Italia (bandiera) | P     | Giuseppe Giaveri    |
|    | Italia (bandiera) | C     | Alberto Gramignoli  |
|    | Italia (bandiera) | C     | Italo Groppi        |
|    | Italia (bandiera) | D     | Agostino Lameri     |
|    | Italia (bandiera) | C     | Attilio Lombardo    |
|    | Italia (bandiera) | D     | Rodolfo Mauri       |
|    | Italia (bandiera) | D     | Giuseppe Rugginenti |
|    | Italia (bandiera) | A     | Cecilio Scorsetti   |
|    | Italia (bandiera) | A     | Lamberto Tavelli    |
|    | Italia (bandiera) | C     | Italo Toscani       |

## Risultati

### Campionato

#### Girone di andata
| 19 settembre 1983 1ª giornata | Montebelluna | 5 – 0 | Pergocrema |  |

| 26 settembre 1983 2ª giornata | Pergocrema | 1 – 0 | Ospitaletto |  |

| 2 ottobre 1983 3ª giornata | Rhodense | 1 – 0 | Pergocrema |  |

| 9 ottobre 1983 4ª giornata | Pergocrema | 3 – 2 | Biellese |  |

| 16 ottobre 1983 5ª giornata | Mestre | 0 – 0 | Pergocrema |  |

| 23 ottobre 1983 6ª giornata | Pergocrema | 0 – 1 | Pavia |  |

| 30 ottobre 1983 7ª giornata | Gorizia | 0 – 1 | Pergocrema |  |

| 6 novembre 1983 8ª giornata | Brembillese | 1 – 1 | Pergocrema |  |

| 13 novembre 1983 9ª giornata | Pergocrema | 0 – 0 | Venezia |  |

| 20 novembre 1983 10ª giornata | Pordenone | 0 – 0 | Pergocrema |  |

| 27 novembre 1983 11ª giornata | Pergocrema | 1 – 1 | Mantova |  |

| 4 dicembre 1983 12ª giornata | Pergocrema | 1 – 1 | Pro Patria |  |

| 11 dicembre 1983 13ª giornata | Piacenza | 1 – 0 | Pergocrema |  |

| 18 dicembre 1983 14ª giornata | Pergocrema | 1 – 0 | Novara |  |

| 8 gennaio 1984 15ª giornata | Mira | 0 – 2 | Pergocrema |  |

| 15 gennaio 1984 16ª giornata | Pergocrema | 0 – 1 | Sant'Angelo |  |

| 22 gennaio 1984 17ª giornata | Omegna | 1 – 0 | Pergocrema |  |

#### Girone di ritorno
| 29 gennaio 1984 18ª giornata | Pergocrema | 0 – 0 | Montebelluna |  |

| 5 febbraio 1984 19ª giornata | Ospitaletto | 3 – 1 | Pergocrema |  |

| 12 febbraio 1984 20ª giornata | Pergocrema | 2 – 3 | Rhodense |  |

| 19 febbraio 1984 21ª giornata | Biellese | 1 – 1 | Pergocrema |  |

| 26 febbraio 1984 22ª giornata | Pergocrema | 2 – 2 | Mestre |  |

| 4 marzo 1984 23ª giornata | Pavia | 3 – 1 | Pergocrema |  |

| 11 marzo 1984 24ª giornata | Pergocrema | 2 – 0 | Gorizia |  |

| 18 marzo 1984 25ª giornata | Pergocrema | 2 – 1 | Brembillese |  |

| 1º aprile 1984 26ª giornata | Venezia | 1 – 0 | Pergocrema |  |

| 8 aprile 1984 27ª giornata | Pergocrema | 1 – 1 | Pordenone |  |

| 15 aprile 1984 28ª giornata | Mantova | 1 – 2 | Pergocrema |  |

| 29 aprile 1984 29ª giornata | Pro Patria | 0 – 0 | Pergocrema |  |

| 6 maggio 1984 30ª giornata | Pergocrema | 2 – 2 | Piacenza |  |

| 13 maggio 1984 31ª giornata | Novara | 1 – 0 | Pergocrema |  |

| 20 maggio 1984 32ª giornata | Pergocrema | 1 – 1 | Mira |  |

| 27 maggio 1984 33ª giornata | Sant'Angelo | 1 – 1 | Pergocrema |  |

| 3 giugno 1984 34ª giornata | Pergocrema | 1 – 1 | Omegna |  |